# 呉羽町 (富山市)
呉羽町（くれはまち）は、富山県富山市の公称町名である。複数の通称町名を持つ。呉羽地区センターが所在している。

## 地理
呉羽丘陵の西側に位置する。呉羽丘陵の西側斜面は東側と比べてなだらかであり、富山市街地に隣接しているため宅地開発が進んでいる。また、幹線道路沿いは商業施設が多い。
梨の栽培が盛ん。
富山市街地と県内人口2位・3位の高岡・射水両市の間に位置しており、2020年（令和2年）国勢調査による富山県の人口重心は呉羽町の富山市民芸術創造センター付近にある。
- 山 - 呉羽丘陵、呉羽山

### 通称町名
複数の通称町名があり、それぞれ公民館を持つ。
- 呉羽苑
- 呉羽川西
- 呉羽貴舟巻
- 呉羽昭和町
- 呉羽新富田町
- 呉羽つつじが丘
- 呉羽富田町
- 呉羽中の町
- 呉羽東町
- 呉羽姫本
- 呉羽本町
- 呉羽三ツ塚
- 呉羽丸富町
- 呉羽水上町
- 呉羽高木
- 呉羽高木南

## 人口
| 町名           | 世帯数    | 人口    |
| -------------- | --------- | ------- |
| 呉羽昭和町     | 50世帯    | 105人   |
| 呉羽姫本       | 127世帯   | 306人   |
| 呉羽川西       | 110世帯   | 254人   |
| 呉羽中の町     | 193世帯   | 471人   |
| 呉羽貴船巻     | 124世帯   | 265人   |
| 呉羽三ッ塚     | 241世帯   | 566人   |
| 呉羽東町       | 77世帯    | 152人   |
| 呉羽丸富町     | 213世帯   | 467人   |
| 呉羽本町       | 400世帯   | 895人   |
| 呉羽つづじが丘 | 257世帯   | 589人   |
| 呉羽富田町     | 312世帯   | 743人   |
| 呉羽新富田町   | 92世帯    | 235人   |
| 呉羽苑         | 213世帯   | 496人   |
| 呉羽水上町     | 68世帯    | 160人   |
| 茶屋町(一部)   | 45世帯    | 99人    |
| 追分茶屋(一部) | 110世帯   | 291人   |
| 吉作(一部)     | 116世帯   | 267人   |
| 計             | 2,748世帯 | 6,370人 |

## 施設

### 公共施設
- 呉羽地区センター

### 商業施設
- アルビス呉羽東店
- ノースランドボール呉羽
- DCM呉羽店
- ワークマン富山呉羽店

## 教育
- 富山県立呉羽高等学校
- 富山市立呉羽中学校
- 富山市立呉羽小学校

## 交通
- あいの風とやま鉄道 - 呉羽駅

## 参考出典
- 『富山県の地名』平凡社